# Wanzl

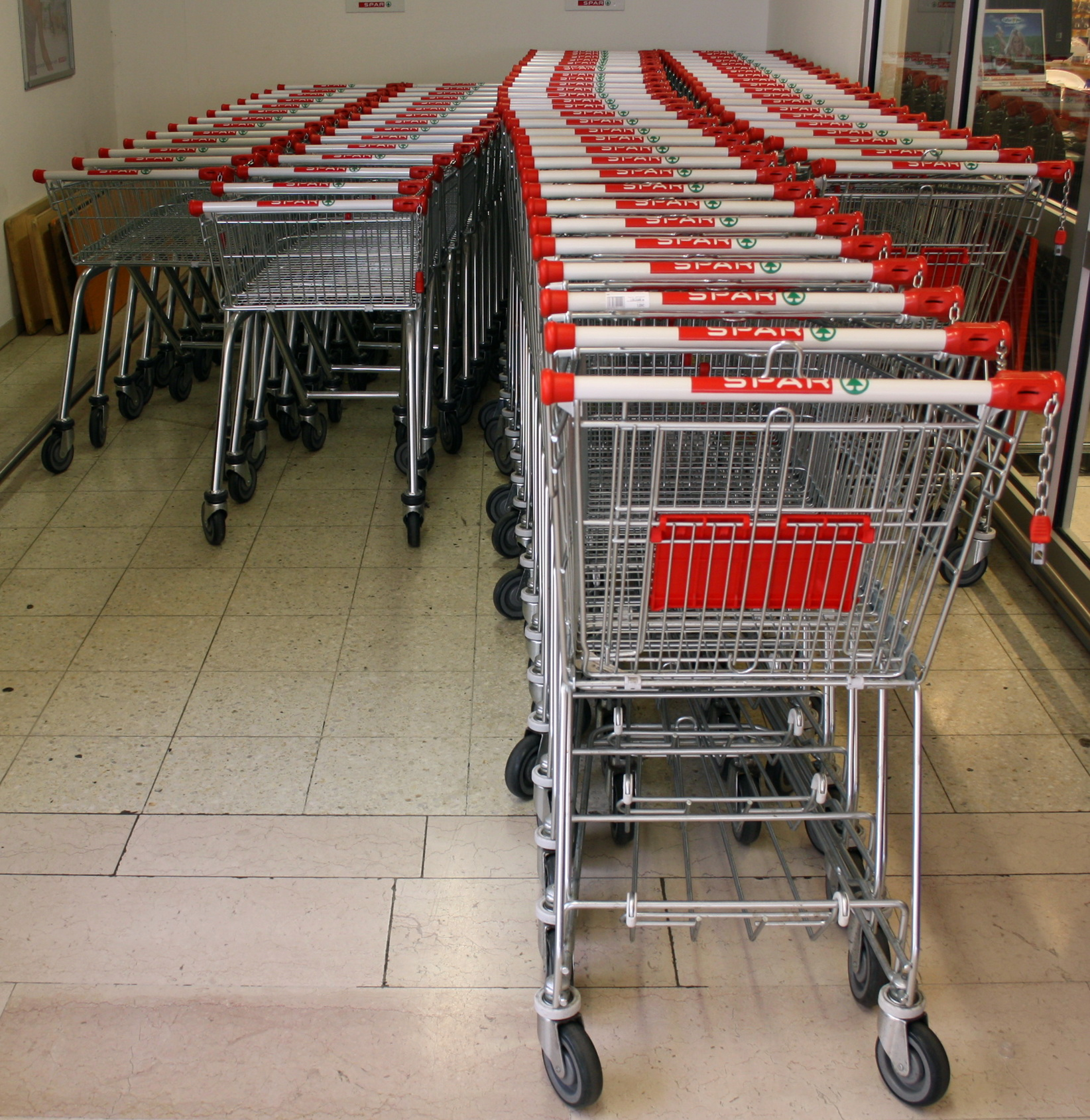
Покупательские тележки Wanzl: слева серия тележек EL (здесь с маленькой корзиной), справа серия DRC с нижней платформой для упаковок с напитками и т. п.

Wanzl Metallwarenfabrik GmbH (произносится: Ванцль Металлваренфабрик ГмбХ) — немецкий концерн, производитель покупательских и багажных тележек. В компании с главным офисом в г. Лайпхайм по состоянию на 2015 год работают порядка 4000 сотрудников в 22 странах. Компания производит порядка 2 млн покупательских тележек в год.

## История
В 1918 году Рудольф Ванцль-старший основал в местечке Йивова в Моравии слесарную мастерскую, впоследствии занявшуюся тележками собственной конструкции.

## Сферы деятельности
- Металлических и пластиковые покупательские тележки.
- Стеллажи, дисплеи, турникеты, решения для оснащения магазинов.
- Транспортные контейнеры и насадки на паллеты.
- Багажные тележки и системы контроля доступа для вокзалов и аэропортов.
- Оборудование для гостиниц и круизных судов

## Заводы
Wanzl имеет три завода в Ляйпхайме, один в Кирххайме, а также по одному заводу во Франции (Селеста), Чехии (Хневотин) и Китае (Шанхай).

## Руководство компании
Готтфрид Ванцль, сын Рудольфа Ванцеля-младшего — председатель наблюдательного совета компании. С 2014 года генеральным директором является доктор Клаус Майер-Кортвиг, финансовым директором компании является Франк Деркс, техническим директором — Харальд П. Дёренбах, директором по продажам — Бернхард Ренцхофер.